# Ein Zivan
Ein Zivan (en hebreo: עֵין זִיוָן‎) es un kibutz de los Altos del Golán en el norte de Israel,  bajo la jurisdicción del Concejo Regional Golán. En 2019 tenía una población de 370 habitantes.
La comunidad internacional considera los asentamientos israelíes en los Altos del Golán ilegal según el derecho internacional, pero el gobierno israelí lo cuestiona.

## Historia
El kibutz fue fundado en 1968 por jóvenes nacidos en Israel con antecedentes en un kibutz. Más tarde se les unieron Gar'inei Nahal (grupos centrales de Nahal) y voluntarios del exterior. En la década de 2000 se abrió un programa de expansión comunitaria para acomodar a las familias que buscaban una alta calidad de vida lejos de los centros urbanos. La población de Ein Zivan hoy se compone de miembros del kibutz (43 familias) y residentes (40 familias). Fue el primer kibutz en iniciar el proceso de privatización de la propiedad.

## Demografía
En 2019 el kibutz tenía una población de 83 familias (370 personas). La economía de Ein Zivan se basa principalmente en la agricultura. Tiene uno de los mayores huertos caducifolios, con manzanas, cerezas, melocotones, peras y nectarinas. El kibutz norteño también tiene viñedos, vinculados a la Bodega de los Altos del Golán. La chocolatera Carina Chaplinsky, una nueva inmigrante de Argentina, dirige un negocio de chocolate en el kibutz que incluye una fábrica, una boutique, un taller y salas de degustación.
La bodega Pelter, establecida en 2001, también se encuentra en Ein Zivan. La bodega produjo 85.000 botellas en 2010. El enólogo Tal Pelter ha sido aclamado por el crítico de vinos de Haaretz Daniel Rogov como una "estrella en ascenso". Ein Zivan también dirige un establecimiento de alojamiento y desayuno, Lan BaGolan.